# Andrew Bailey
Pour les articles homonymes, voir Andrew Bailey (banquier) et Bailey.
Andrew Scott Bailey (né le 31 mai 1984 à Haddon Heights, New Jersey, États-Unis) est un lanceur de relève droitier de la Ligue majeure de baseball.
Il est élu recrue de l'année de la Ligue américaine en 2009 et compte deux sélections au match des étoiles (2009 et 2010) comme représentant des Athletics d'Oakland. 

## Carrière

### Athletics d'Oakland

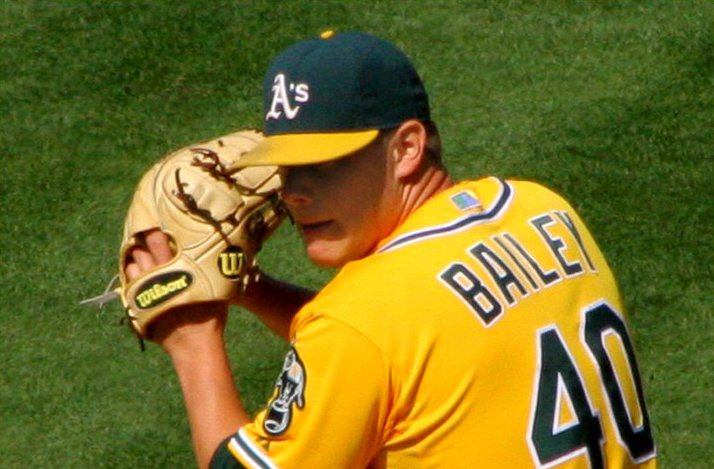
Andrew Bailey en 2011 avec les Athletics d'Oakland.

Après des études supérieures au Wagner College de New York, Andrew Bailey est drafté en juin 2006 par les Athletics d'Oakland.
Il débute en Ligue majeure le 6 avril 2009. En 68 parties à sa saison recrue, le jeune lanceur de relève enregistre 26 sauvetages pour les Athletics, pourtant une équipe de dernière position. Il abat ainsi le record d'équipe à ce chapitre pour un stoppeur recrue, dépassant les 18 sauvetages de Huston Street en 2005.
Bailey remporte 6 victoires en 9 décisions, affiche une excellente moyenne de points mérités de 1,84 et retire 91 frappeurs sur des prises en 83 manches et un tiers lancées. Il est invité, dès cette première saison, au match des étoiles du baseball majeur.
Il est élu recrue de l'année de la Ligue américaine en 2009.

### Red Sox de Boston
Le 28 décembre 2011, les Athletics échangent Andrew Bailey et le voltigeur Ryan Sweeney aux Red Sox de Boston en retour du voltigeur Josh Reddick, du joueur de premier but Miles Head et du lanceur droitier Raúl Alcántara, ces deux derniers évoluant toujours en ligues mineures au moment de la transaction.
Alors que s'ouvre la saison 2012 du baseball majeur, Bailey subit une opération pour réparer un ligament au pouce droit. La blessure doit le tenir à l'écart du jeu jusqu'à la pause du match des étoiles, en juillet.
Il maintient une moyenne de points mérités de 3,77 en 28 manches et deux tiers lancées lors de 30 apparitions au monticule pour Boston en 2013. En juillet, il subit une opération de type Tommy John à l'épaule droite, ce qui met fin à sa saison et lui garantit de rater la première moitié de la campagne suivante. Sa convalescence est plus compliquée que prévu et il est tenu à l'écart du jeu toute la saison 2014.

### Yankees de New York
Le 18 novembre 2014, Bailey signe un contrat des ligues mineures avec les Yankees de New York. Il effectue son retour dans les majeures en 2015 avec les Yankees, lançant 8 manches et deux tiers en 10 sorties.

### Phillies de Philadelphie
Le 17 décembre 2015, Bailey signe un contrat des ligues mineures avec les Phillies de Philadelphie.

### Angels de Los Angeles
Après avoir joué pour Philadelphie en 2016, Bailey est éventuellement libéré de son contrat et il termine la saison chez les Angels de Los Angeles, pour qui il joue également en 2017.

## Statistiques
| Saison | Équipe  | G   | GS | CG | SHO | V | D | SV | IP    | SO  | ERA  |
| ------ | ------- | --- | -- | -- | --- | - | - | -- | ----- | --- | ---- |
| 2009   | Oakland | 68  | 0  | 0  | 0   | 6 | 3 | 26 | 83.1  | 91  | 1,84 |
| 2010   | Oakland | 47  | 0  | 0  | 0   | 1 | 3 | 25 | 49.0  | 42  | 1,47 |
| Totaux | Totaux  | 115 | 0  | 0  | 0   | 7 | 6 | 51 | 132.1 | 133 | 1,70 |

Note : G = Matches joués ; GS = Matches comme lanceur partant ; CG = Matches complets ; SHO = Blanchissages ; 
V = Victoires ; D = Défaites ; SV = Sauvetages ; IP = Manches lancées ; SO = Retraits sur des prises ; ERA = Moyenne de points mérités.